# Литвинов, Виктор Павлович
Виктор Павлович Литвинов (род. 9 апреля 1943) — советский хоккеист, нападающий. Мастер спорта СССР (1965).

## Биография
Воспитанник московского «Спартака», серебряный призёр молодёжного чемпионата СССР 1961. В чемпионте СССР дебютировал в сезоне 1961/62, проведя за чемпионский состав «Спартака» шесть матчей и забив одну шайбу. Затем был обменян в омский «Аэрофлот», за который в сезоне 1962/63 в 29 играх чемпионата набрал 9 (5+4) очков. Выступал за «Аэрофлот» / «Каучук» в низших лигах, в сезонах 1964/65 — 1965/66 становился главным снайпером команды.
По ходу сезона 1968/69 был призван в СКА Новосибирск, где провёл три сезона. Играл также за «Строитель» Джезказган (1969/70) и «Водник» Тюмень (1971/72).
Не обладая скоростными качествами, компенсировал это катанием, ювелирной техникой, чувством гола.